# نشان شاهدخت اولگا
نشان شاهدخت اولگا یک نشان تزیینی مدنی در اوکراین است که اولگا کی‌یف را شامل می شود و به "شایستگی های شخصی در امور دولتی ، تولیدی ، علمی ، آموزشی ، فرهنگی ، خیریه و سایر حوزه های فعالیت های اجتماعی ، برای تربیت فرزندان در خانواده ها" اهدا می شود. قانون اهدای این نشان با حکم ریاست جمهوری ۸۲۷/۹۷ در تاریخ ۱۵ اوت ۱۹۹۷ تأسیس شد و دارای سه درجه است که درجه اول بالاترین آنها است. نشان درجه یک با چهار آمتیست مستطیل تزئین شده است و دارای زینتی تزئین شده با قطعات نقره است. دو درجه دیگر نیز دارای سنگهای قیمتی هستند.
هم شهروندان و هم اتباع خارجی واجد شرایط نشان هستند. در صورت محکوم شدن یک دارنده نشان به یک جنایات جدی، رئیس جمهور اوکراین می تواند این نشان را از بین ببرد.

## نشان و نوار

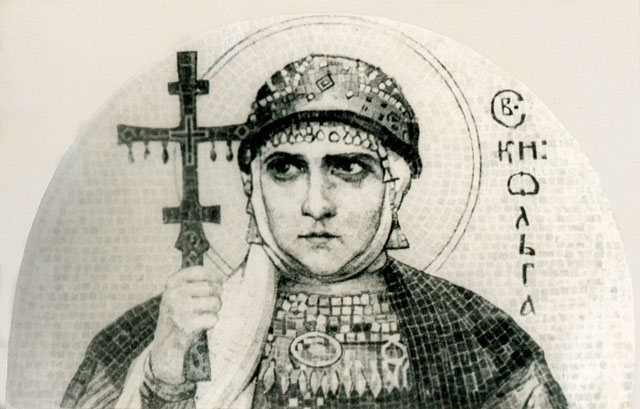
اولگا کی‌یف.

| درجه نخست | درجه دوم | درجه سوم |
| --------- | -------- | -------- |
|           |          |          |
| نوار      |          |          |
|           |          |          |